# Chris Hoy

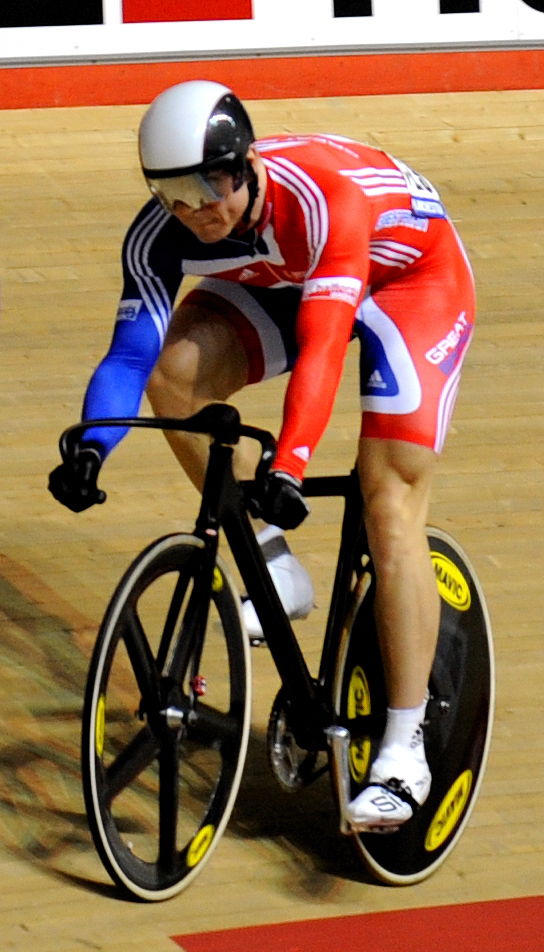
Hoy bei den UCI-Bahn-Weltmeisterschaften 2008

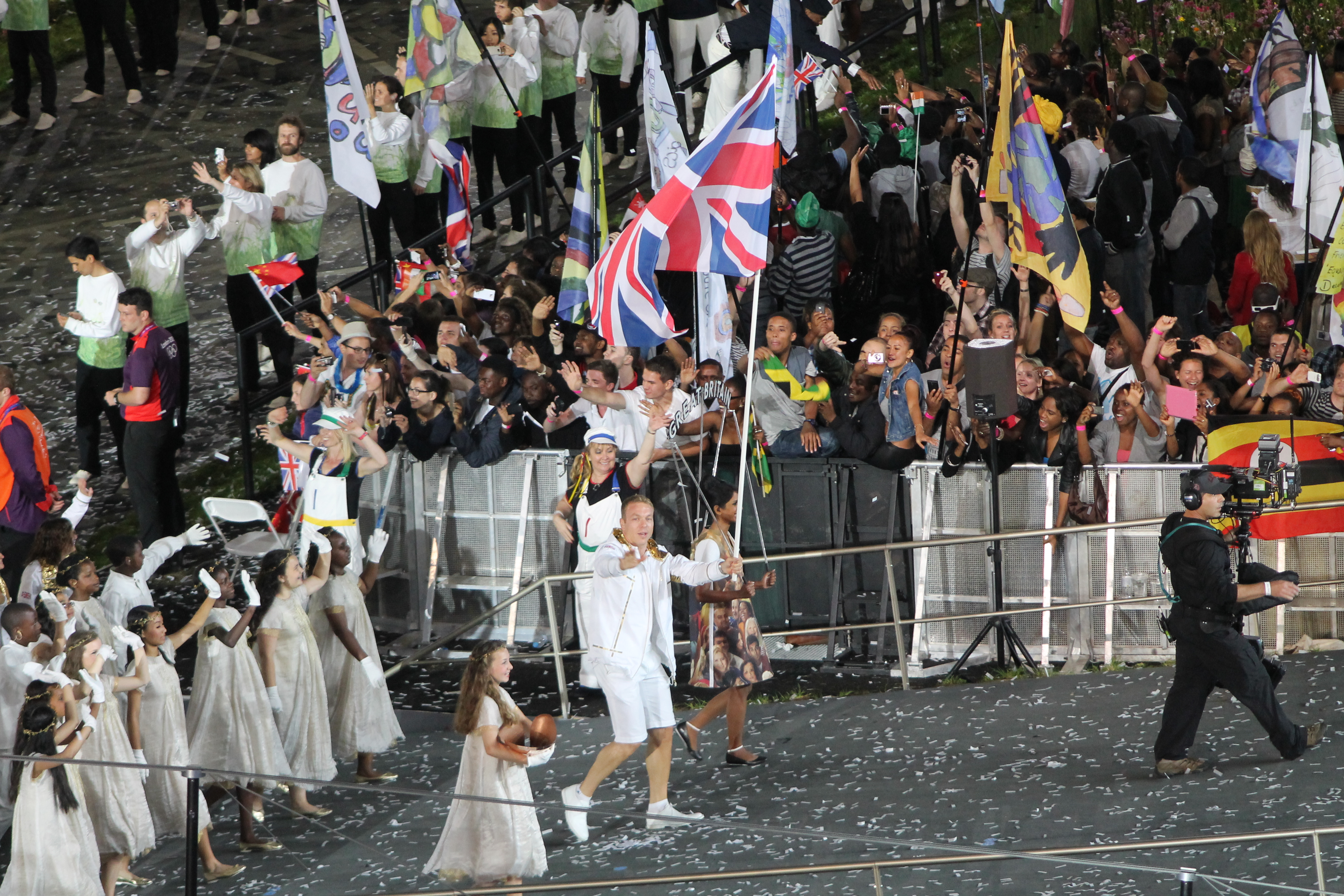
Hoy als Fahnenträger bei den Olympischen Spielen 2012 in London

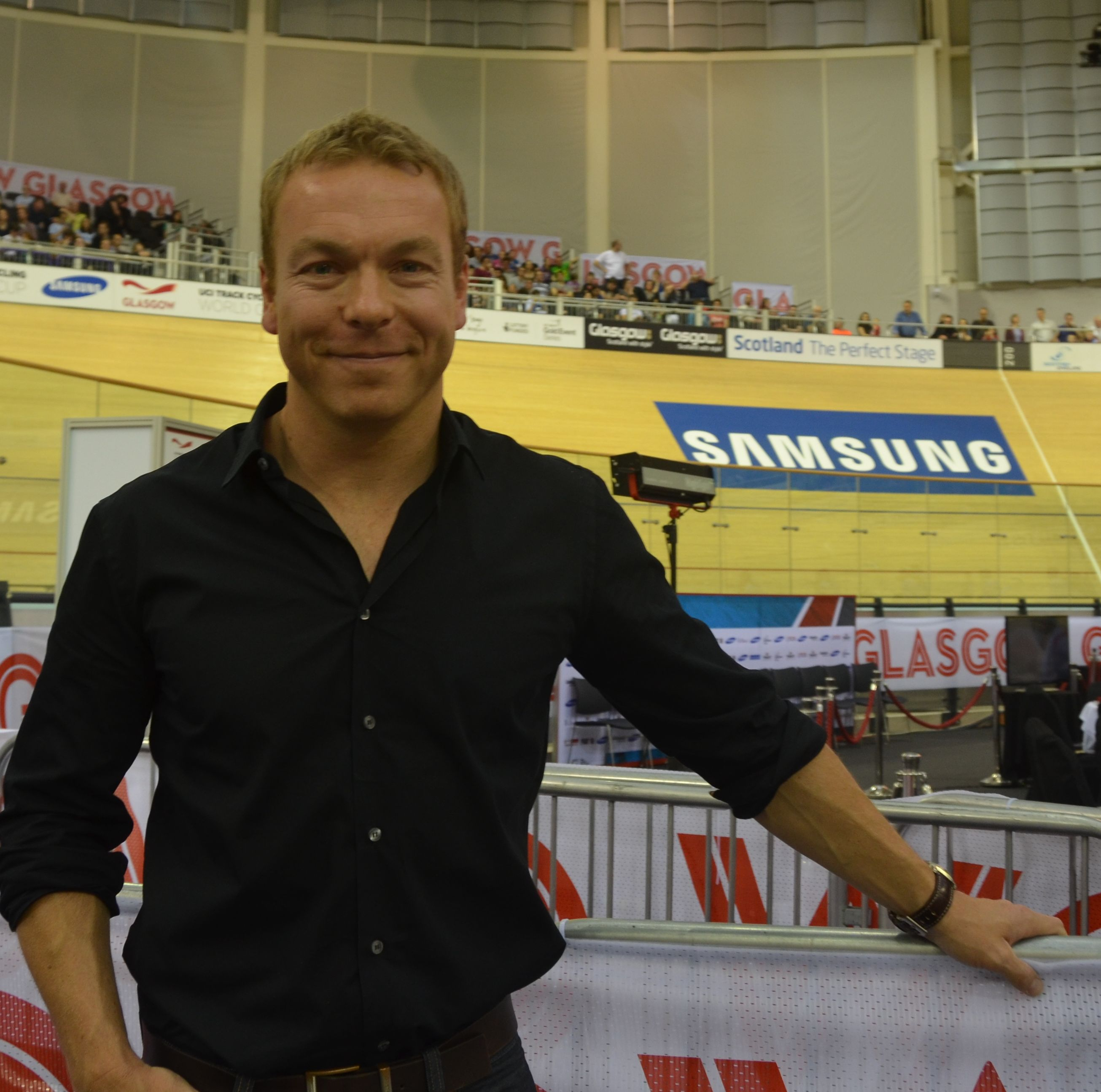
Sir Chris Hoy in dem nach ihm benannten Velodrom in Glasgow (2012)

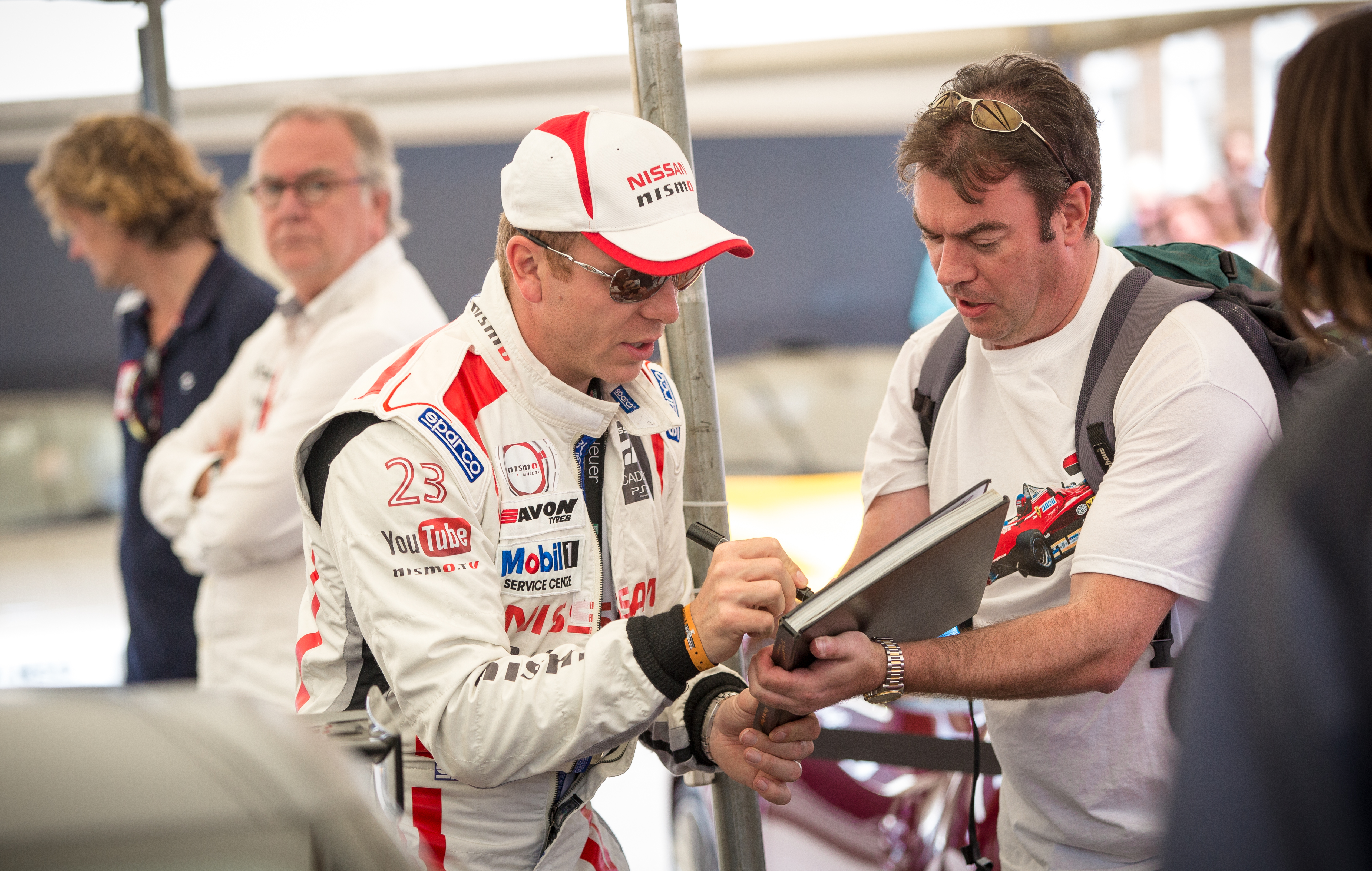
Chris Hoy (Bildmitte) als Rennfahrer beim Goodwood Festival of Speed 2014

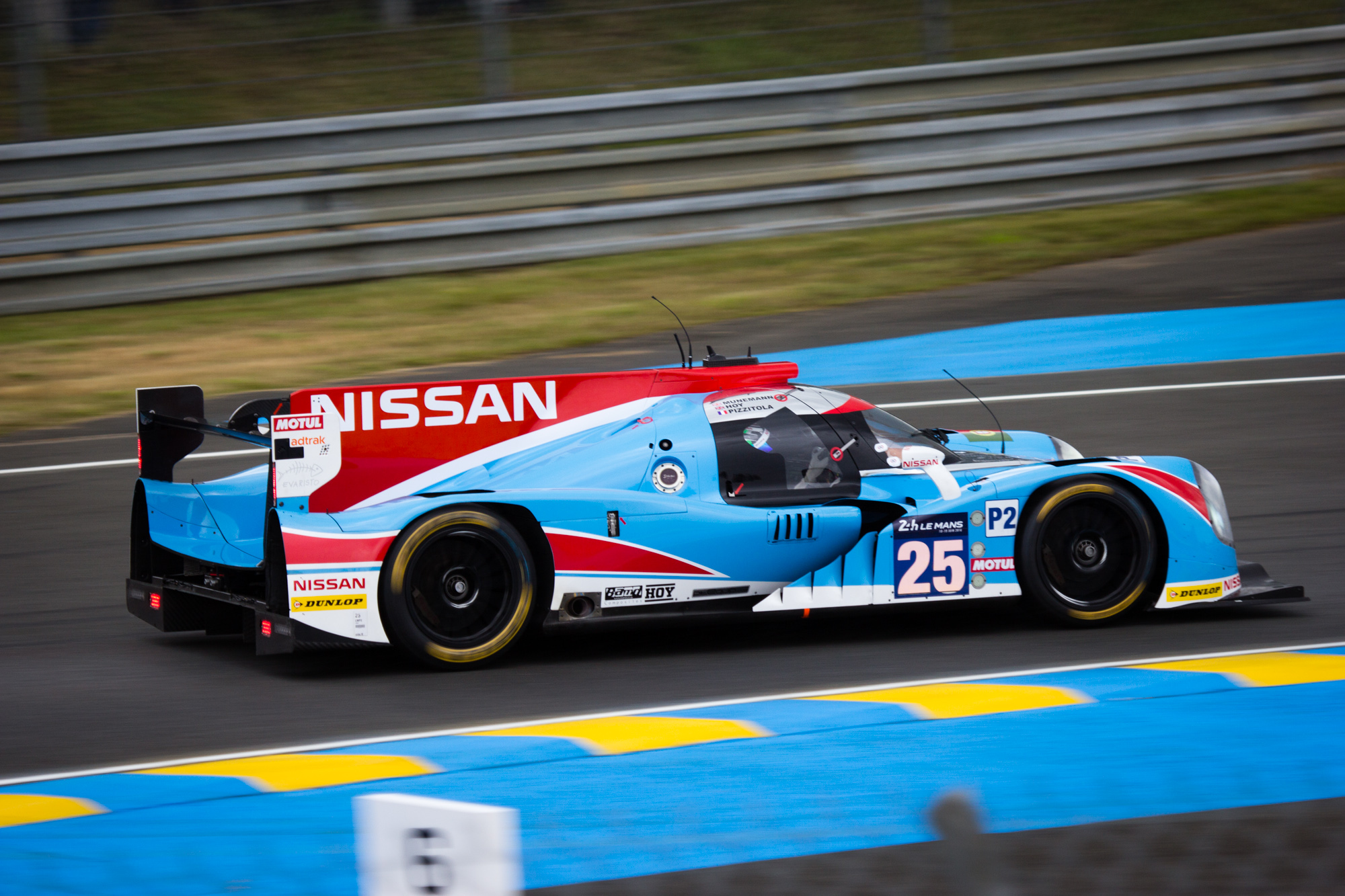
Der Ligier JS P2-Nissan des Teams Algarve Pro Racing, den Chris Hoy 2016 in Le Mans pilotierte

Sir Christopher Andrew „Chris“ Hoy, MBE (* 23. März 1976 in Edinburgh) ist ein ehemaliger schottischer Bahnradsportler und Motorsportler. Er ist sechsfacher Olympiasieger und wurde elf Mal Weltmeister im Bahnradsport.

## Sportliche Laufbahn
Bevor Chris Hoy sich dem Bahnradsport zuwandte, fuhr er bereits mit sieben Jahren BMX (inspiriert durch die Szenen aus dem Film E.T.) und war als Ruderer aktiv. Zeitweise war er Mitglied des schottischen Auswahlteams. Bei den britischen Meisterschaften 1993 gewann Hoy gemeinsam mit Grant Florence die Silbermedaille im Zweier ohne Steuermann.
1998 belegte Hoy erstmals mit zwei dritten Plätzen in Sprint und 1000-Meter-Zeitfahren Podiumsplätze bei britischen Meisterschaften. 1999 wurde er in Berlin Vizeweltmeister im Teamsprint, gemeinsam mit Craig MacLean und Jason Queally. Bei den Olympischen Sommerspielen 2000 in Sydney errang er gemeinsam mit MacLean und Queally die Silbermedaille im Teamsprint. Im selben Jahr wurde das Trio erneut Vizeweltmeister.
Insgesamt startete Hoy viermal bei Olympischen Spielen im Bahnradsport, 2000, 2004, 2008 sowie 2012. 2009 konnte Hoy nach einem schweren Sturz beim Weltcup in Kopenhagen nicht an den folgenden Weltmeisterschaften teilnehmen. Bei den UEC-Bahn-Europameisterschaften 2010 wurde er in der ersten Runde des Sprint-Wettbewerbs überraschend von dem damals 18-jährigen Iren Felix English geschlagen, weil er sich schon seines Sieges sicher fühlte, von English aber kurz vor der Ziellinie eingeholt wurde. Hoy gestand schließend ein, einen „blöden Fehler“ gemacht zu haben.
Bei den Olympischen Spielen 2012 in London errang Chris Hoy gemeinsam mit Philip Hindes und Jason Kenny die Goldmedaille im Teamsprint, außerdem gewann er im Keirin die Goldmedaille, seine fünfte und sechste Goldmedaille. Während seiner gesamten Karriere errang er neben den sechs olympischen Goldmedaillen und einer Silbermedaille mehr als 50 Medaillen bei internationalen Wettbewerben, darunter elfmal Gold bei UCI-Bahn-Weltmeisterschaften und zwei Goldmedaillen bei Commonwealth Games. Allein 2008 gewann er drei olympische Goldmedaillen und ist damit der erste Brite nach dem Schwimmer Henry Taylor, dem das 100 Jahre zuvor gelungen war. Gemeinsam mit Bradley Wiggins, der insgesamt sieben olympische Medaillen errang, ist er der bisher erfolgreichste britische Olympiateilnehmer und somit auch der erfolgreichste schottische.
Am 18. April 2013 verkündete Chris Hoy sein Karriereende.

## Ausbildung und Ehrungen
Hoy besuchte im Jahre 1996 die Universität von St. Andrews, bevor er zur Universität von Edinburgh wechselte und dort seinen Abschluss in Sportwissenschaften machte.
Chris Hoy erhielt zwei Ehrendoktortitel – einen im Juli 2005 von der Universität Edinburgh, einen zweiten im November 2005 von der Heriot-Watt Universität. Im selben Jahr wurde Hoy auch zum Member of the British Empire (MBE) ernannt. 2008 wurde Hoy in Großbritannien vor Formel-1-Weltmeister Lewis Hamilton zur BBC Sports Personality of the Year, zum Sportler des Jahres in Großbritannien, gewählt. Am 1. Januar 2009 wurde er von Queen Elisabeth II. zum Knight Bachelor geschlagen und trägt seitdem den Namenszusatz „Sir“. Die neue in Glasgow für die Commonwealth Games 2014 errichtete Radrennbahn trägt den Namen Sir Chris Hoy Velodrome. Für die Olympischen Spiele 2012 in London wurde Hoy von den 542 Mitgliedern des britischen Olympiateams zum Fahnenträger der britischen Mannschaft gewählt. 2003 und 2007 wurde er als schottischer Sportler des Jahres geehrt, 2015 in die Scottish Sports Hall of Fame aufgenommen.

## Bedeutung für den Bahnradsport
Chris Hoy gilt als „Gesicht des britischen Radsports“. Durch seine Erfolge erfuhr der Bahnradsport in Großbritannien einen unvergleichlichen Aufschwung; Bahnrennen sind inzwischen im Gegensatz zu früher äußerst beliebt und internationale Wettbewerbe in der Regel schnell ausverkauft. Diesen Einfluss von Hoy auf die Entwicklung und die Popularität von Bahnradsport in Großbritannien beschreibt das Buch Heroes, Villains and Velodromes: Chris Hoy and Britain’s Track Cycling Revolution von Richard Moore (2008).
Das Charisma von Hoy beruht neben seinen Erfolgen darauf, dass er „off-track“ als „ungewöhnlich umgänglich und liebenswürdig“ beschrieben wird. Velo News schrieb anlässlich seines Rücktritts vom Sport über den „Gentleman“ Hoy: „Sir Chris Hoy [...] is humble and polite, but was a lion in the velodrome.“ (dt.: „Sir Chris Hoy ist bescheiden und höflich, aber auf der Radrennbahn war er ein Löwe.“)
Die große Popularität von Hoy schlägt sich auch in seinen Beinamen wie The Real McHoy oder His Royal Hoyness nieder.

## Motorsport
Seit 2013 betreibt Hoy Automobilsport.
Erste Erfahrungen sammelte er mit offenen Rennsportwagen des britischen Automobilherstellers Radical. 2013 nahm er an der Premierensaison des Radical SR1 Cups teil, einem Markenpokal, und erreichte auf dem Snetterton Motor Racing Circuit seine erste Podiumsplatzierung. Es folgten einzelne Rennen im Rahmen der Radical SR3 Challenge und des Radical European Masters. Ab der Saison 2014 arbeitete Hoy mit dem japanischen Automobilhersteller Nissan zusammen; binnen zwei Jahren wollte er genügend Rennerfahrung sammeln, um am 24-Stunden-Rennen von Le Mans 2016 teilnehmen zu können. In der Saison 2014 startete er in der Britischen GT-Meisterschaft für das Nissan GT Academy Team RJN auf einem Nissan GT-R Nismo GT3, einem seriennahen Sportcoupé nach dem Reglement der Gruppe GT3; bei zehn Rennveranstaltungen erreichte er einen zweiten Platz und schloss die Saison als 20. ab.
In der Saison 2015 stieg Hoy in die neugeschaffene LMP3-Kategorie der European Le Mans Series (ELMS) auf, eine neue Einstiegsklasse für geschlossene Rennsportwagen der Prototypen-Kategorie für die bestehende europäische Serie von Langstreckenrennen. Zusammen mit seinem Landsmann Charlie Robertson trat er im Team LNT auf einem Ginetta Juno LMP3 mit einem Nissan-V-8-Einheitsmotor an; hinter dem Team steht der britische Unternehmer, Multimillionär, Hobbyrennfahrer und Eigentümer des Automobilherstellers Ginetta, Lawrence Tomlinson. Mit drei Siegen und einem dritten Platz bei fünf Rennveranstaltungen gewannen Hoy/Robertson die mit sieben Fahrzeugen besetzte Klasse. Im selben Jahr nahm Hoy auch an dem Einladungsrennen Race of Champions teil, das in diesem Jahr im Olympiastadion von London stattfand. Er ersetzte kurzfristig den verletzten Motorradrennfahrer Jorge Lorenzo; gemeinsam mit dem Formel-1-Rennfahrer Romain Grosjean schied er jedoch in der ersten Runde des Nations Cups aus.
In der Saison 2016 stieg Hoy in die nochmals schnellere LMP2-Kategorie der European Le Mans Series auf. Im portugiesischen Team Algarve Pro Racing bestritt er auf einem Ligier JS P2, wiederum mit einem Nissan-V8-Motor, aber nur die ersten beiden Rennen als Vorbereitung auf den Start in Le Mans; zusammen mit seinem Landsmann Michael Munemann und dem Inder Parth Ghorpade gelang jedoch nur ein zehnter Platz. Für das Langstreckenrennen an der Sarthe ersetzte der Franzose Andrea Pizzitola den indischen Fahrer im Team um Hoy; die drei Fahrer errangen den 17. Gesamtrang und Rang 12 in ihrer Klasse. Damit war Hoy der erste Medaillengewinner Olympischer Sommerspiele, der beim Le-Mans-Rennen antrat, zugleich der neunte Olympiateilnehmer und der zweite Olympiasieger neben dem Skirennläufer Henri Oreiller. Nachdem Hoy sich damit einen Kindheitstraum erfüllt hatte, zog er sich für zwei Jahre aus dem Motorsport zurück.
2019 stieg er für zwei Rennen wieder in die Britische GT-Meisterschaft ein, nun für das Team Multimatic Motorsports auf einem Ford Mustang in der vergleichsweise seriennahen Gruppe GT4.

## Privates
Hoy ist mit Sarra Kemp, einer Anwältin aus Edinburgh, verheiratet. Sie heirateten 2010 in der St Giles’ Cathedral in Edinburgh. Das Paar hat zwei Kinder (Stand 2019).
Im Februar 2024 machte Chris Hoy öffentlich, dass er an Krebs erkrankt sei und sich einer Chemotherapie unterziehe; im Oktober 2024 berichtete er in einem Interview, dass er Krebs im Endstadium habe. Laut Auskunft seiner Ärzte habe er noch zwei bis vier Jahre zu leben.

## Erfolge
Olympische Spiele
- 2000 – Silber, Teamsprint
- 2004 – Gold, 1000 m Zeitfahren
- 2008 – Gold, Teamsprint; Gold, Keirin; Gold, Sprint
- 2012 – Gold, Teamsprint; Gold, Keirin

UCI-Bahn-Weltmeisterschaften
- 1999 – Silber, Teamsprint
- 2000 – Silber, Teamsprint
- 2001 – Bronze, Teamsprint
- 2002 – Gold, 1000 m Zeitfahren; Gold, Teamsprint
- 2003 – Bronze, Teamsprint
- 2004 – Gold, 1000 m Zeitfahren; Bronze, Teamsprint
- 2005 – Gold, Teamsprint; Bronze, 1000 m Zeitfahren
- 2006 – Gold, 1000 m Zeitfahren; Silber, Teamsprint
- 2007 – Gold, Keirin; Gold, 1000 m Zeitfahren; Silber, Teamsprint
- 2008 – Gold, Sprint; Gold, Keirin; Silber, Teamsprint
- 2010 – Gold, Keirin
- 2011 – Silber, Keirin; Bronze, Sprint; Silber, Teamsprint
- 2012 – Gold, Keirin; Bronze, Sprint

Commonwealth Games
- 2002 – Gold, 1000 m Zeitfahren; Bronze, Teamsprint
- 2006 – Bronze, 1000 m Zeitfahren; Gold, Teamsprint

## Motorsport-Statistik

### Le-Mans-Ergebnisse
| Jahr | Team               | Fahrzeug     | Teamkollege      | Teamkollege      | Platzierung | Ausfallgrund |
| ---- | ------------------ | ------------ | ---------------- | ---------------- | ----------- | ------------ |
| 2016 | Algarve Pro Racing | Ligier JS P2 | Michael Munemann | Andrea Pizzitola | Rang 17     |              |